# O Samba Tour
O Samba Tour é uma turnê da cantora brasileira Claudia Leitte. É a sua segunda turnê promocional. Tendo como intuito atender a festivais, ela teve início no Festival de Verão de Salvador em 23 de janeiro de 2010 e sendo finalizada no dia 1 de julho de 2010 em Eunápolis, Bahia.
Teve somente um show realizado fora do país, apresentado em Miami nos Estados Unidos durante o evento Brazilian Day. De acordo com Leitte, o show não teve todo o seu cenário utilizado devido a problema de logísticas: "A turnê 'O Samba' ainda é novinha. Vamos fazer esse show, mas não pudemos trazer todo o cenário, leds, o material completo em função da logística". O show bateu recorde de público, sendo apresentado para mais de 70 mil pessoas no Bayfront Park.

## Informações
A turnê teve o foco de homenagear o ritmo samba, usando elementos do gênero durante diversas canções apresentadas no show. Para a abertura, um ballet entrava no palco caracterizados de construtores, formando uma pirâmide na parte central do palco. A voz de Leitte ecoa dizendo "as máscaras vão cair" enquanto o bailarino do topo da pirâmide caía. Após a pirâmide ser desfeita, Leitte surgia no palco através de um elevador caracterizada com uma roupa branca, calça amarela e um chapéu. No meio da canção de abertura, "As Máscaras (Se Deixa Levar)", Leitte tirava a calça amarela no meio de uma roda feita pelos bailarinos, ressurgindo no palco com um body colorido. Antes da canção "Ê Baiana", Leitte trocou a parte de baixo do body por uma longa saia branca em referência ao vestuário de baiana. Na última canção, Leitte mais uma vez troca de figurino no palco, dessa vez usando um figurino de passista em homenagem ao samba do Rio de Janeiro.

## Repertório
1. As Máscaras (Se Deixa Levar)
2. Exttravasa
3. Insolação do Coração
4. Beijar na Boca
5. Babado Novo / Cai Fora / Amor à Prova / Eu Fico / Baby
6. Doce Paixão
7. Fulano in Sala
8. Caranguejo
9. Safado, Cachorro, Sem-Vergonha
10. Ska / Fogo e Paixão
11. Canudinho
12. Ê Baiana
13. Você Vai Ver / Me Adora
14. I Gotta Feeling / Dancin' Days / Descobridor dos Sete Mares
15. Pensando em Você
16. I Can See Clearly Now / Amor Perfeito
17. Me Chama de Amor
18. Horizonte
19. Beijar na Boca (encore)
20. Bad Romance (encore)
21. Exttravasa (encore)
22. As Máscaras (Se Deixa Levar) (encore)

Notas
- Claudia Leitte apresentou a canção "Estoy aquí" durante um show em São Paulo

## Datas
| Data                    | Cidade                  | Estado              |
| ----------------------- | ----------------------- | ------------------- |
| Brasil                  |                         |                     |
| 23 de janeiro de 2010   | Salvador                | Bahia               |
| 28 de janeiro de 2010   | São Paulo               | São Paulo           |
| 30 de janeiro de 2010   | Pirangi                 | Rio Grande do Norte |
| 5 de fevereiro de 2010  | São Paulo               | São Paulo           |
| 7 de fevereiro de 2010  | Olinda                  | Pernambuco          |
| 13 de fevereiro de 2010 | Salvador                | Bahia               |
| 13 de fevereiro de 2010 | Salvador                | Bahia               |
| 14 de fevereiro de 2010 | Salvador                | Bahia               |
| 15 de fevereiro de 2010 | Salvador                | Bahia               |
| 16 de fevereiro de 2010 | Porto Seguro            | Bahia               |
| 20 de março de 2010     | São José                | Santa Catarina      |
| 21 de março de 2010     | Rio de Janeiro          | Rio de Janeiro      |
| 25 de março de 2010     | Orlândia                | São Paulo           |
| 28 de março de 2010     | Petrolina               | Pernambuco          |
| 2 de abril de 2010      | São José do Rio Preto   | São Paulo           |
| 3 de abril de 2010      | Colatina                | Espírito Santo      |
| 4 de abril de 2010      | Cotia                   | São Paulo           |
| 8 de abril de 2010      | São Paulo               | São Paulo           |
| 9 de abril de 2010      | São Paulo               | São Paulo           |
| 10 de abril de 2010     | Belo Horizonte          | Minas Gerais        |
| 11 de abril de 2010     | Nova Iguaçu             | Rio de Janeiro      |
| 16 de abril de 2010     | Feira de Santana        | Bahia               |
| Estados Unidos          |                         |                     |
| 18 de abril de 2010     | Miami                   | Flórida             |
| Brasil                  |                         |                     |
| 24 de abril de 2010     | Teresina                | Piauí               |
| 30 de abril de 2010     | Maceió                  | Alagoas             |
| 2 de maio de 2010       | Governador Valadares    | Minas Gerais        |
| 8 de maio de 2010       | Venda Nova do Imigrante | Espírito Santo      |
| 9 de maio de 2010       | Caxambu                 | Minas Gerais        |
| 14 de maio de 2010      | Vitória                 | Espírito Santo      |
| 15 de maio de 2010      | Araguaina               | Tocantins           |
| 16 de maio de 2010      | Brasília                | Distrito Federal    |
| 21 de maio de 2010      | Fernandópolis           | São Paulo           |
| 22 de maio de 2010      | Bauru                   | São Paulo           |
| 4 de junho de 2010      | Ourinhos                | São Paulo           |
| 5 de junho de 2010      | Americana               | São Paulo           |
| 11 de junho de 2010     | Parauapebas             | Pará                |
| 12 de junho de 2010     | Araraquara              | São Paulo           |
| 1 de julho de 2010      | Eunápolis               | Bahia               |